# Liste der Biografien/Grip
Liste der Biografien |
Portal Biografien |
Personensuche
# |
A |
B |
C |
D |
E |
F |
G |
H |
I |
J |
K |
L |
M |
N |
O |
P |
Q |
R |
S |
T |
U |
V |
W |
X |
Y |
Z |
?
 
Ga |
Gb |
Gc |
Gd |
Ge |
Gf |
Gh |
Gi |
Gj |
Gk |
Gl |
Gm |
Gn |
Go |
Gp |
Gq |
Gr |
Gs |
Gu |
Gv |
Gw |
Gy |
Gz
 
Gra |
Grb–Grd |
Gre |
Grg |
Gri |
Grj |
Grk |
Grl |
Grm |
Gro |
Grs |
Gru |
Gry |
Grz
 
Gria |
Grib |
Gric |
Grid |
Grie |
Grif |
Grig |
Grij |
Grik |
Gril |
Grim |
Grin |
Grio |
Grip |
Gris |
Grit |
Griv |
Griw |
Grix |
Griz
Die Liste der Biografien führt alle Personen auf, die in der deutschsprachigen Wikipedia einen Artikel haben. Dieses ist eine Teilliste mit 27 Einträgen von Personen, deren Namen mit den Buchstaben „Grip“ beginnt.

## Grip
- Grip, Bo Jonsson († 1386), schwedischer Reichsrat
- Grip, Joel (* 1982), schwedischer Improvisations- und Jazzmusiker (Kontrabass) und Produzent
- Grip, Jouko (* 1949), finnischer Skilangläufer
- Grip, Roland (1941–2024), schwedischer Fußballspieler und -trainer
- Grip, Tord (* 1938), schwedischer Fußballspieler und -trainer

### Gripa
- Gripari, Pierre (1925–1990), französischer Schriftsteller und Erzähler

### Gripe
- Gripe, Maria (1923–2007), schwedische Schriftstellerin
- Gripenberg, Alexandra (1857–1913), finnische Sozialaktivistin, Autorin, Journalistin, Zeitungsverlegerin und Politikerin
- Gripenberg, Georg Achates (1890–1975), finnischer Diplomat
- Gripenstedt, Carl (1893–1981), schwedischer Fechter
- Gripenstedt, Johan August (1813–1874), schwedischer Politiker, Unternehmer und Finanzminister
- Gripenstierna, Fredrik (1728–1804), schwedischer Freiherr

### Griph
- Griphan, Walter (1893–1947), deutscher Polizist und SS-Führer

### Gripi
- Gripitsch, Alexander Sergejewitsch (* 1986), russischer Leichtathlet

### Gripp
- Gripp, Karl (1891–1985), deutscher Geologe
- Gripp, Neal (* 1958), kanadischer Bratschist
- Gripp-Hagelstange, Helga (1935–2004), deutsche Soziologin
- Grippa, Ángel (* 1914), argentinischer Fußballspieler
- Grippa, Giuseppe (* 1744), Schriftsteller und Politiker des Königreich Neapel und der neapolitanischen Republik
- Grippaldi, Phil (* 1946), US-amerikanischer Gewichtheber
- Grippe, Ragnar (* 1951), schwedischer Musiker und Komponist für elektronische, sowie auch klassische Musik
- Grippenberg, Oskar Kasimirowitsch (1838–1916), russischer General
- Grippo, Carlo (* 1955), italienischer Mittelstreckenläufer
- Grippo, Simone (* 1988), Schweizer Fußballspieler
- Grippo, Víctor (1936–2002), argentinischer Installations- und Objektkünstler

### Grips
- Grips, Carel Jozeph (1825–1920), niederländischer Maler, Zeichner und Lithograf
- Gripshöver, Lutz (* 1972), deutscher Springreiter